# Demen (Duitsland)

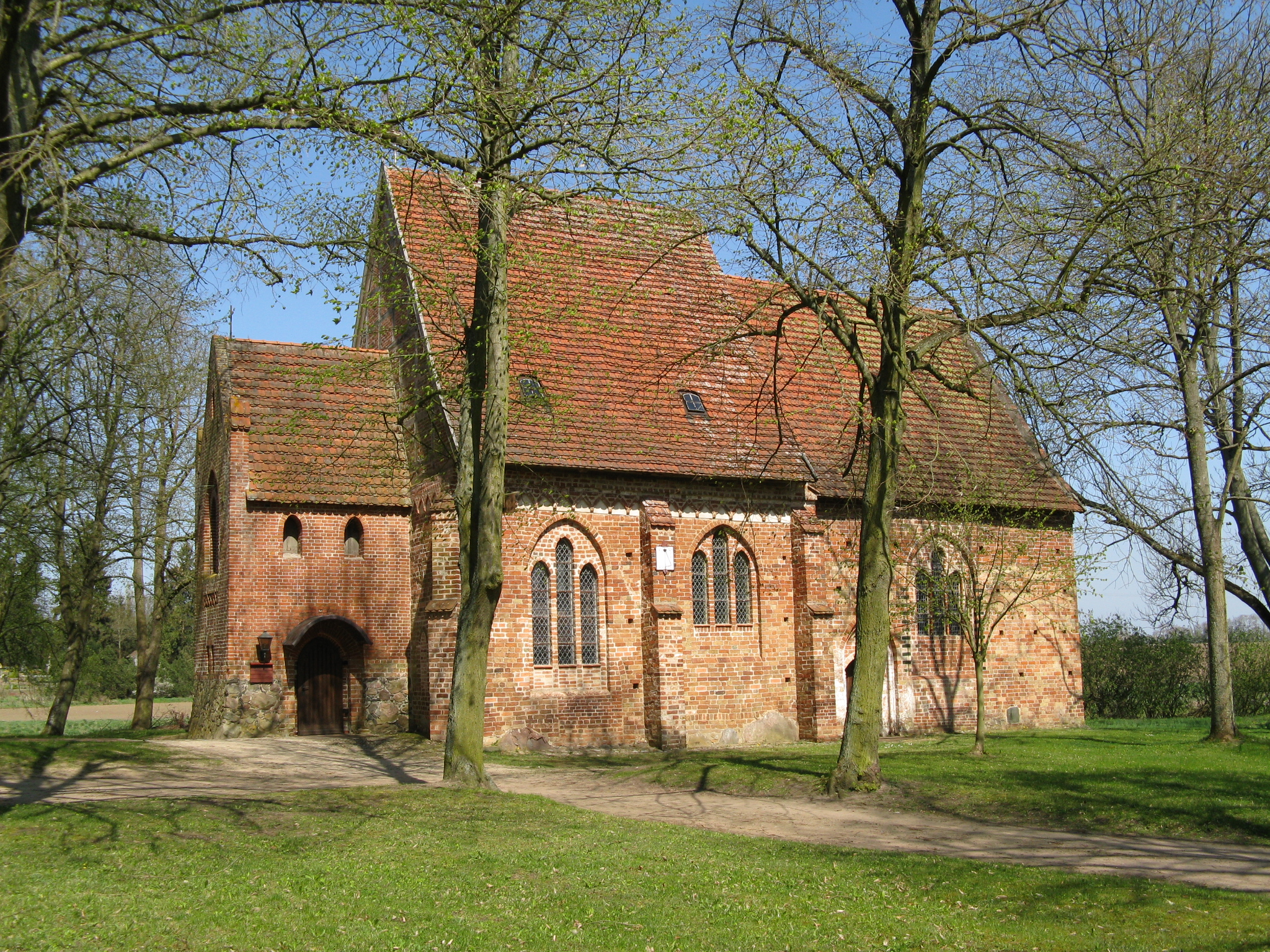
Kerk van Demen

Demen is een gemeente in de Duitse deelstaat Mecklenburg-Voor-Pommeren, en maakt deel uit van het Landkreis Ludwigslust-Parchim.
Demen telt 839 inwoners.